# Šljivovica (Čajetina)
Šljivovica (Servisch cyrillisch Шљивовица) is een plaats in de Servische gemeente Čajetina. De plaats telt 573 inwoners (2002).